# Финдли, Майкл
Майкл Джордж Финдли (6 ноября 1963, Сен-Бонифас, провинция Манитоба) — канадский футбольный тренер.

## Биография
После футбольных успехов на школьном уровне, Майкл Финдли в 16 лет переехал в Шотландию, где он пытался пройти просмотр и подписать контракт с несколькими профессиональными клубами, в числе которых был и «Селтик» — все попытки оказались безрезультатными. Канадец проживал в Бэрсдене в семье будущего известного тренера Дэвида Мойеса. После возвращения на родину Финдли находился в расположении некоторых канадских команд, но карьеру игрока он не начал, уйдя на работу в сферу бизнеса и финансов. Однако любовь к футболу взяла свое, и Финдли стал помощником тренера регионального футбольного центра Британской Колумбии, а затем и самостоятельно возглавил его.
Затем специалист вошел в технический комитет Канадской футбольной ассоциации и являлся директором по развитию. Помогал Стивену Харту во время летних лагерей юниорских сборных. В 2009 году окончательно стал помощником наставника сборной Канады до 17 лет. В ноябре 2013 года специалист вошел в тренерский штаб Бенито Флоро в главной национальной команде страны. С сентября 2016 по май 2017 гг. исполнял обязанности главного тренера Канады, после чего он вернулся на должность помощника нового наставника Октавио Самбрано.
В январе 2021 года канадец стал главным тренером основной и молодежной сборной Гренады. В июле того же года он вместе с ней участвовал в Золотом Кубке КОНКАКАФ в США.
В августе 2023 года возглавил сборную Бермудских Островов.